# 高原に列車が走った
『高原に列車が走った』（こうげんにれっしゃがはしった）は1984年の日本映画。主演・美保純、監督・佐伯孚治。中沢憲一原作による実話の映画化。

## 内容
かつて信越本線の一部だった軽井沢駅↔小諸駅には普通列車が一日7本だったことから、乗り遅れると2時間以上待たねばならず、高校生の非行の原因になっていると関連高校の教員を中心に増発を求める住民運動が起き、国鉄に働きかけ列車増発を勝ち取った。この実話を基に原作では男性教師だった主人公を女性に変更して美保純が演じる。美保は日活ロマンポルノで人気を得た後、一般映画に転身し、当時は、脱ポルノ、脱アイドルを目指していた。

## 製作経緯
『キャプテンウルトラ』や『ザ・スーパーガール』などのプロデューサーとして知られる植田泰治は、東映定年退職後の2017年現在も、映演アニメユニオン執行委員長や治安維持法犠牲者国家賠償要求同盟(国賠同盟)などで活動する共産党員であるが、植田は当時、組合活動家を配転させるために作られた東映東京制作所に所属していた。東映東京制作所は1982年に『Gメン'75』の制作が終わり『ザ・サスペンス』が始まると仕事がなくなり、このセクションを潰したいと考えた岡田茂東映社長（当時）は強権発動を考えていたが、植田泰治が職場防衛のため、「賭けをさせてくれ、映画を作らせてくれ、賭けに負けたらしょうがない、東映が生き残るためには」と岡田に申し入れた。アタらなくても儲かる「空海システム」、国労、動労に前売りをはかせると訴え、「じゃ、作ってみろ」と製作が決まった。
植田は「バイクに乗ってタイマン勝負をするような先生を演じた美保純のキャラクター設定は『ザ・スーパーガール』の影響がある」と述べている。監督の佐伯孚治は植田の組合仲間。1964年に『どろ犬』で監督デビューした後、大川博東映社長(当時)の家にデモをかけ、先頭に立って干された人物。映画は20年ぶりで『どろ犬』は悪徳警官物であったため、正反対の内容の作品となった。

## キャスト
| 役名             | 俳優       |
| ---------------- | ---------- |
| 宗形順子         | 美保純     |
| 杉村始           | 尾藤イサオ |
| 三浦真理         | 萩尾みどり |
| 木内ナツ子       | 牧口昌代   |
| 中山ゴロ         | 高野光平   |
| 小諸駅前の警官   | 所ジョージ |
| 結城             | 九十九一   |
| 湯川妻           | 今福将雄   |
| 小母さん         | 初井言栄   |
| 原口健           | 藤巻潤     |
| 大島隆           | 室田日出男 |
| 順子に求婚する男 | 西田敏行   |
| 唐沢             | 丹波哲郎   |

## 興行形態
東映セントラルフィルムの配給により1984年9月29日、東京新宿東映ホール1他で封切り公開された。

## 評価
桂千穂は「あれ程、美保純を生かそうとして作った映画はないのでしょうか。美保の代表作と思う。でも美保のコメディを存える方に徹底するか、真面目に、国鉄が地方路線を切り捨てるのは過疎地域にとっては致命的な問題を孕んでいるということを訴えるか、どちらかにしないといけなかったと思う」、井出俊郎は「田舎の町に先生が来てー　という話は僕も何度かやったけど『坊ちゃん』なんだよ。だから面白くなる設定なんだけどねえ」、押川義行は「列車増発運動という、実際に展開された住民運動がテーマだから、ヘタをすれば文化映画になり兼ねないと製作関係者が恐れたと聞く。美保純を主役に持ってきた着想は悪くない。彼女の天衣無縫な言動が、いつしか社会問題に関わっていく過程などは楽しい。原作から大幅に離れて、一種のスーパーマンものに仕上げたのも、何よりまず面白く見てもらおうという意図から出たものだろう。だが、それにしても、飛躍が突飛すぎないか。芯になるのはあくまで列車増発を目的とする現実の運動なのだ。それが少女のような順子先生にひっかきまわされる結果となったのでは、身も蓋もない。順子先生のキャラクター作りが曖昧過ぎたのではないか。現実の列車増発運動という問題は、それだけで充分映画になったと思うが、スーパーマン順子先生の登場で、何か気勢を殺がれた感じになってしまった。真面目な意図に、せめてものユーモラスな発想を溶け込むか、またはその逆か、せっかくのアイデアだったが、結局は不発に終わった」などと評している。近年も本音の物言いで活躍する美保純は、当時の映画雑誌「シネ・フロント」（別冊10）で、「なんか変な映画ですよね。訴えるマトがあんまりしぼれてない感じで、非行問題なのか、国鉄問題なのか分からないのね」と述べている。